# クリス・ハリス (ラグビー選手)
クリス・ハリス（Chris Harris、1990年12月28日 - ）は、プレミアシップグロスターに所属するラグビーユニオン選手。

## プロフィール
- イングランド・カーライル出身。
- ポジションはセンター(CTB)。
- 身長 188cm、体重 104kg
- スコットランド代表キャップは28（2021年4月現在）でラグビーワールドカップ2019のスコットランド代表に選ばれた[1]。
- ブリティッシュ・アンド・アイリッシュ・ライオンズに選ばれたことがある[2]。

## 略歴
ニューカッスル・ファルコンズ、ロザラム・タイタンズを経て、2019年、グロスター・ラグビーに加入。